# Delias oraia
Delias oraia é uma borboleta da família Pieridae. Foi descrita por William Doherty em 1891. É encontrada no reino da Australásia.
A envergadura é de cerca de 65-80 milímetros. Os adultos são semelhantes às Delias descombesi; a parte inferior feminina é consideravelmente mais marcada do que nas descombesi.

## Subespécies
- D. o. oraia (Lombok, Sumbawa)
- D. o. Adonarensis Rothschild, 1925 (Adonara, Alor)
- D. o. bratana Kalis, 1941 (Bali)
- D. o. Lídia Fruhstorfer, 1897 (Flores)
- D. o. solorensis Yagishita & Nakano, 1993 (Solor)